# Matsumyia trifasciata
Matsumyia trifasciata är en tvåvingeart som först beskrevs av Tokuichi Shiraki 1930.  Matsumyia trifasciata ingår i släktet Matsumyia och familjen blomflugor.
Artens utbredningsområde är Taiwan. Inga underarter finns listade i Catalogue of Life.